# جلیل ضیاءپور
جلیل ضیاءپور (۵ اردیبهشت ۱۲۹۹ – ۳۰ آذر ۱۳۷۸) نقاش، استاد دانشگاه، پژوهشگر و مؤلف ایرانی بود که از او به عنوان «پدر نقاشی مدرن ایران» یاد می‌شود.
او جدا از آن که نقاشی پیشرو و پرچمدار نهضت نوگرایی بوده‌است، فعالیت‌های پژوهشی گسترده‌ای را نیز در زمینه مردم‌شناسی، بررسی و شناخت زبان، فرهنگ مردمی، پوشاک و نقش‌های زینتی مناطق گوناگون ایران داشته‌است که نتایج آنها به عنوان کتاب مرجع این رشته از علوم هم اینک در دانشگاه‌ها مورد استفاده قرار می‌گیرد. ضیاءپور در طول فعالیت هنری و فرهنگی خود، به ایراد بیش از ۸۵ سخنرانی، ارائه بیش از ۷۰ مقاله فرهنگی و هنری، تألیف ۲۸ جلد کتاب در زمینه‌های پوشاک ایرانیان، هنر، تاریخ و همچنین خلق نزدیک به ۴۰ اثر نقاشی و دو مجسمه پرداخته‌است. او از پایه‌گذاران انجمن هنری خروس جنگی بود.

## زندگی

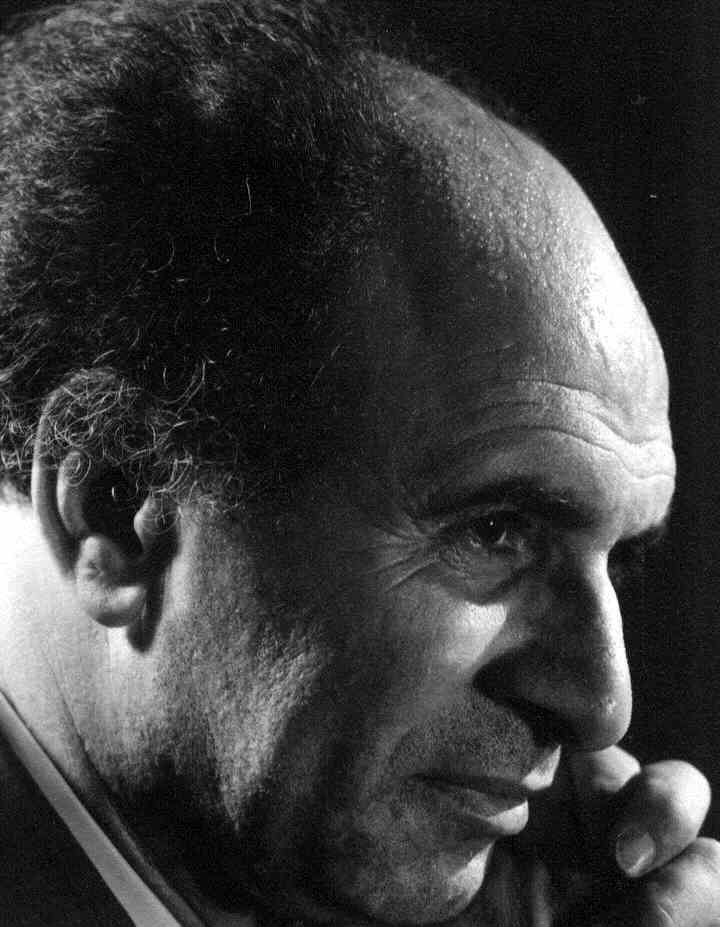
نیمرخی از ضیاءپور

جلیل ضیاءپور، در ۵ اردیبهشت ۱۲۹۹ در بندر انزلی زاده شد. از علایق دوران کودکی‌اش، مجسمه‌سازی با گل مرداب انزلی و شنیدن موسیقی بود. او تحصیلات هنری خود را از نوجوانی آغاز کرد، پس از به پایان رساندن مقدمات تحصیل، در سال ۱۳۱۷ به تهران آمد و برای آهنگ‌سازی، به هنرستان موسیقی که در آن وقت ریاست آن با آقای «مین‌باشیان» بود وارد شد و از عهده آزمایش‌های ورودی برآمد؛ ولی در همان زمان، استادان خارجی هنرستان به کشور خود بازگشتند و او نتوانست نظرش را دنبال کند. پس به پیگیری تحصیلات و آشنایی کامل با هنرهای سنتی در مدرسه صنایع مستظرفه قدیمه پرداخت. در سال ۱۳۲۰ وارد دانشکده هنرهای زیبا شد، اولین دوره هنرکده (۱۳۲۴–۱۳۲۰) سه دانش‌آموخته در رشته نقاشی معرفی کرد که ضیاءپور با احراز مقام اول و دریافت مدال درجه یک فرهنگی از طرف دانشکده با بورس اهدائی دولت فرانسه رهسپار آن کشور شد و در دانشسرای عالی ملی هنرهای زیبای پاریس در رشته هنرهای تجسمی به ادامهٔ تحصیل پرداخت.
در سال ۱۳۲۷ پس از اولین بازگشت او به ایران، نقاشان آکادمی از جمله: جواد حمیدی، حسین کاظمی و… گرد هم می‌آیند و فعالیت جدی نقاشی معاصر ایران شکل می‌گیرد. در سال ۱۳۲۸، ضیاءپور با هم‌فکرانش به پایه‌گذاری انجمن هنری «خروس جنگی» که مجمعی پیشرو در زمینه طرح عرصه‌های هنر نو خاصه ادبیات، تئاتر، موسیقی و نقاشی بود و نیز چاپ مجله‌ای با همین نام اقدام کرد و در همین سال نظریه‌اش را در مورد هنر تجسمی (نقاشی) به نام «لغو نظریه‌های مکاتب گذشته و معاصر - از بدوی‌گرایی تا سوررئالیسم-» عرضه نمود. وی در طول فعالیت هنری خود به عنوان نقاش، همواره به عنوان سردمدار نوگرایی و اشاعه دهندهٔ هنر مدرن مطرح بوده و آغازکنندهٔ نقد هنری در ایران است. ضیاءپور در چهار جبهه به مبارزه پرداخت: مقلدان شیوه‌های گذشته، مدرنیست‌های بی‌ریشهٔ برگشته از خارج، واپس‌گرایان توده‌ای، پی‌گیران روش کهنه اروپایی. سعی او بر این بود که با تکیه بر ظرفیت فرهنگ بومی، هویت ایرانی را حفظ کند اما با زبان جهانی سخن بگوید و آن را عرضه دارد و در نهایت فرهنگ ایرانی خویش را تعالی بخشد.
او از سال ۱۳۳۱ از سوی اداره کل هنرهای زیبای کشور دعوت به کار شد و به فعالیتهای فرهنگی-هنری، مشاغل و مأموریت‌های متعددی مانند بنیان‌گذاری هنرستان‌های هنرهای تجسمی دخترانه و پسرانه تهران و دانشکدهٔ هنرهای تزئینی، ریاست موزه مردم‌شناسی و… پرداخت. سال ۱۳۵۷ از خدمات دولتی بازنشسته شد و از آن زمان تا روزهای پایانی زندگی به پژوهش، تألیف و تدریس در دانشکده‌های هنرهای دراماتیک و هنرهای تزئینی، دانشگاه مجتمع هنر اسلامی، تربیت مدرس و الزهرا پرداخت.

## درگذشت
جلیل ضیاءپور، در سن ۷۹ سالگی در روز سه‌شنبه، مورخ ۳۰ آذر ۱۳۷۸ پس از سپری نمودن دوره سخت بیماری در اثر نارسایی قلبی در بیمارستان توس تهران درگذشت و دو روز بعد (پنجشنبه)، مورخ ۲ دی در قطعهٔ هنرمندان بهشت زهرا به خاک سپرده شد.

## انجمن هنری خروس جنگی

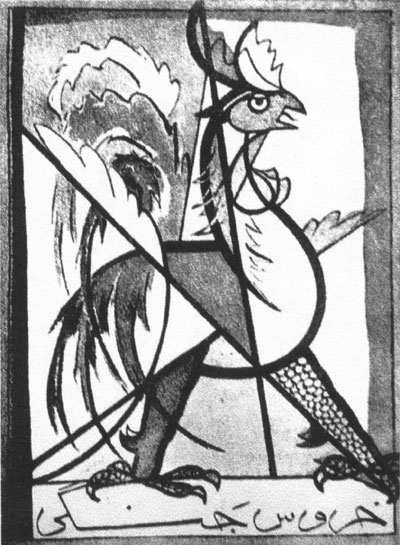
نامواره انجمن هنری خروس جنگی

ضیاءپور پس از اولین بازگشت به ایران -۱۳۲۸- با همفکرانش به تأسیس انجمن هنری خروس جنگی که مجمعی پیشرو در زمینه طرح عرصه‌های هنر نو خاصه ادبیات، تئاتر، موسیقی و نقاشی بود و نیز چاپ مجله‌ای با همین نام اقدام کرد. محل انجمن آتلیه ضیاءپور در خیابان تخت جمشید بود. وی هدف انجمن خروس جنگی را «مبارزه در برابر کهنه پرستی و سنت گرایی به دور از واقعیات زمانه» بیان کرده و شعری از فرخی سیستانی را به عنوان شعار انجمن برمی‌گزیند:
| فسانه گشت و کهن شد حدیث اسکندر |  | سخن نو آر که نو را حلاوتی است دگر |

سرانجام مخالفان که مجله خروس جنگی را از نشریات وابسته به حزب توده معرفی کرده بودند و می‌پنداشتند که کوبیسم یعنی کمونیسم، سبب بازجویی ضیاءپور در دادگاه تخلفات اداری و توقیف مجله شد. او سپس مجله دیگری به نام «کویر» منتشر کرد که آن هم توقیف شد و پس از آن در نشریه «پنجهٔ خروس» به انعکاس افکار خود پرداخت.

## نظریه
ضیاءپور نظریه و دیدگاه هنری خود را در مهر ماه سال ۱۳۲۷ به صورت رساله‌ای به نام «لغو نظریه‌های مکاتب گذشته و معاصر از بدوی‌گرایی تا سوررآلیسم» به مجامع فرهنگی و روزنامهها ارائه می‌نماید و در آن، پس از تاریخچه فشرده‌ای که از مکاتب هنری غرب می‌دهد تمامی این مکاتب را برای هدف اصلی نقاشی نارسا می‌شمارد و غالب آنها را قالبی برای عرضه چیزهایی جز نقاشی می‌داند. با این رساله او به تعریف نقاشی مجرد و انتزاعی بسیار نزدیک شده‌است و به جوهره نقاشی مدرن که پیراستن آن از زاویه ادبی، تاریخی، اجتماعی و امثال آن برای رسیدن به کارکرد مستقل رنگ، خط، نور و کمپوزیسیون‌های خلاقه ضروری است نظر دارد.
نتایج کلی که در این تئوری بیان شده‌است، عبارت‌اند از:
الف - رنگ و طرح و یک نوع فرم و کمپوزیسیون غیرعادی دور است که نقاشی باید روی آن‌ها فعالیت کند.
ب - هر قدر مضمون در نقاشی از حیث سازمان غیرعادی‌تر باشد به همان اندازه نقاشی کامل‌تر و از نظر تخصص با ارزش‌تر است.
پ - مضمون نقاشی، اصولاً نباید نهاد و گزاره و نتیجه را «چون نوشته‌های عادی» به دست دهد؛ زیرا هر خط و هر رنگ، هر فرم و هر کمپوزیسیونی، خود به تنهایی صاحب مبتدا و خبر و نتیجه، و نتیجتاً مضمون است؛ از این رو، هرگونه فرم و تصویر و مضمون متمایل به طبیعت مأنوس، ناقض فن نقاشی است.
ت - هر قدر که صور طبیعی و غیرطبیعی نزدیک، جای خود را به ترکیبات رنگ و طرح و سایر عوامل فنی بدهند، به همان اندازه، نقاشی به طرف کمال یعنی به جایی که زیبایی‌ها و لذت‌های مخصوص به خود را بیشتر می‌تواند به دست بیاورد، سیر می‌کند.
ث - نقاشی اگر شامل صور طبیعی یا غیرطبیعی نزدیک باشد، هنرمند باید عمداً آن‌ها را ویران کند به‌طوری که غیرقابل تشابه به طبیعت عادی باشد تا عوامل هنری کاملاً و بدون انگل جلوه‌گر شوند.
ج - در نقاشی بدون تصویر «یعنی در خارج از تصاویر طبیعی و غیرطبیعی نزدیک» هنرمند تکلیف خود را می‌فهمد و می‌داند که برای ایجاد زیبایی تخصصی باید مستقیماً به عوامل هنری «یعنی ایجاد هماهنگی‌های دقیق‌تر و خوش‌آیندتر و طراحی‌های جاندارتر و گویاتر» بپردازد. در همین مرحله، هنرمند و هم مردم به خصوص «که به وسیلهٔ فهم مضامین عادی و تصویری نظایر خاطرات و آرزوهای خود گمان می‌کرده‌اند که درک زیبایی تخصصی کرده‌اند» تکلیف خود را می‌فهمند؛ و برای درک زیبایی نقاشی، از این پس مستقیماً به عوامل هنری رجوع می‌کنند نه به مضامین تصویری یا خود تصویر. اینجا اولین مرحله‌ای خواهد بود که هنرمند و مردم هر دو به واقعیت مفهوم زیبایی تخصصی یا زیبایی‌شناسی تخصصی پی می‌برند.
چ - تاکنون نقاشی به حدود هنر و زیبایی تخصصی خود نرسیده‌است و با سایر هنرهای زیبا به خصوص ادبیات «وقایع توصیفی» اختلاط بسیار نزدیکی داشته‌است. با به کار رفتن این نظریه، مکتبی که آن را «کامل» می‌نامیم به وجود می‌آید که حدود و ثغور نقاشی را از سایر هنرها جدا می‌کند. همین‌جا «یعنی در مکتب کامل» سر منزل واقعی نقاشی فنی و تخصصی -جدا از سایر هنرها- خواهد بود؛ و از اینجا، نقاشی با مفهومی وسیع‌تر خود را خواهد نمود.
ح - زیبایی نقاشی، از زیبایی‌های سایر هنرهای زیبا جداست، باید آن را جداگانه شناخت.
خ - باید دانست که هرگز هیچ روش تازه‌ای بدون نیازمندی محیط به وجود نمی‌آید؛ و هرگز هیچ خواهشی جلوتر از خواهش زمان خود نمی‌تواند باشد؛ زیرا هر خواهشی عاملی دارد؛ و مطمئناً عامل اصلی هر خواهش انگیخته شده‌ای در میان اجتماع هر خواستاری وجود دارد؛ بنابراین، نظریهٔ من بیرون از تقاضای زمان حاضر من نیست و نمی‌تواند باشد.

## آثار
آثار جلیل ضیاءپور به دلیل دارا بودن مضامین اصیل ایرانی، ساده‌سازی در فیگورها، پایبندی به سطوح سنتی به همراه خطوط هندسی کوبیسم، آگاهی بر ترکیب بندی و به‌طور کلی شیوه خاص نقاشی معروف است. سفر تحقیقی وی به کویر و نواحی مختلف ایران برای کاوشهای مردم شناختی، توجه او را به زندگی ایلیاتی جلب کرد. او نوع رفتار، آداب و رسوم، پوشاک و زیورآلات آنان را درخور توجه دید و در آثار خود از این منابع سود جست و به سبب گرایش تحقیقی اش در زندگی روستاییان، مضامین ایلیاتی به گونه‌ای تمثیلی در آثار او ظاهر شد.
روشنگری‌های ژورنالیستی، تحقیقات ایران‌شناسی و فعالیتهای فرهنگی و آموزشی وقت کمتری برای او به جا گذاشت که بتواند به خلق آثار بیشتری بپردازد. آثار وی عبارتند از:
| سال  | نام اثر                          | سبک                        | تکنیک    | ابعاد   |
| ---- | -------------------------------- | -------------------------- | -------- | ------- |
| ۱۳۲۳ | چهرهٔ نقاش (ضیاءپور)              | امپرسیونیسم                | رنگ روغن | ۷۰×۵۰   |
| ۱۳۲۴ | قیام کاوه آهنگر                  | امپرسیونیسم                | رنگ روغن | ۱۰۰×۷۰  |
| ۱۳۲۸ | سه شطرنج‌باز شرقی                 | امپرسیونیسم                | رنگ روغن | ۸۰×۵۰   |
| ۱۳۲۸ | دختر دامن قرمزی                  | امپرسیونیسم                | رنگ روغن | ۶۰×۴۰   |
| ۱۳۲۸ | طناب                             | کوبیسم آبستره              | رنگ روغن | ۸۰×۶۰   |
| ۱۳۲۸ | مورچه‌سواری                       | اکسپرسیونیسم               | رنگ روغن | ۶۰×۴۰   |
| ۱۳۲۸ | طبیعت بیجان                      | کوبیسم                     | رنگ روغن | ۱۲۰×۸۰  |
| ۱۳۲۸ | حمام عمومی                       | کوبیسم آبستره              | رنگ روغن | ۱۲۰×۸۰  |
| ۱۳۲۹ | مسجد سپهسالار                    | کوبیسم آبستره              | رنگ روغن | ۱۲۰×۸۰  |
| ۱۳۳۲ | زن کرد قوچان                     | شیوهٔ ملی و اختصاصی ضیاءپور | رنگ روغن | ۲۰۰×۸۳  |
| ۱۳۳۴ | آناهیتا                          | نقش برجسته                 | گچ       | ۷۵×۷۰   |
| ۱۳۳۴ | کل امیر و گل بهار                | شیوهٔ ملی و اختصاصی ضیاءپور | رنگ روغن | ۱۹۰×۱۲۰ |
| ۱۳۳۵ | دختر ترکمن                       | شیوهٔ ملی و اختصاصی ضیاءپور | رنگ روغن | ۱۸۰×۸۰  |
| ۱۳۳۸ | درد درون                         | سورریالیسم                 | رنگ روغن | ۷۰×۷۰   |
| ۱۳۴۱ | زینب خاتون                       | شیوهٔ ملی و اختصاصی ضیاءپور | رنگ روغن | ۱۲۰×۹۵  |
| ۱۳۴۲ | آقام حینا می‌بنده                 | شیوهٔ ملی و اختصاصی ضیاءپور | رنگ روغن | ۱۷۰×۱۲۰ |
| ۱۳۴۵ | نقشه قالی                        | شیوهٔ ملی و اختصاصی ضیاءپور | گواش     | ۳×۲     |
| ۱۳۵۸ | زن بندری                         | شیوهٔ ملی و اختصاصی ضیاءپور | رنگ روغن | ۱۶۰×۷۰  |
| ۱۳۶۱ | دختر لر                          | شیوهٔ ملی و اختصاصی ضیاءپور | رنگ روغن | ۱۸۰×۹۲  |
| ۱۳۶۲ | چادرنشینان                       | شیوهٔ ملی و اختصاصی ضیاءپور | رنگ روغن | ۱۸۰×۱۲۰ |
| ۱۳۶۳ | زن کرد سنندج                     | شیوهٔ ملی و اختصاصی ضیاءپور | رنگ روغن | ۱۸۰×۹۰  |
| ۱۳۶۴ | آناهیتا                          | شیوهٔ ملی و اختصاصی ضیاءپور | رنگ روغن | ۱۹۰×۱۰۰ |
| ۱۳۷۰ | زندگی من                         | شیوهٔ ملی و اختصاصی ضیاءپور | رنگ روغن | ۱۶۰×۸۲  |
| ۱۳۷۳ | دنیای درون                       | شیوهٔ ملی و اختصاصی ضیاءپور | رنگ روغن | ۱۵۰×۱۲۰ |
| ۱۳۷۶ | من و پرواز (پرواز در ناشناخته‌ها) | شیوهٔ ملی و اختصاصی ضیاءپور | رنگ روغن | ۱۳۵×۱۰۵ |
| ۱۳۷۶ | مهشا                             | شیوهٔ ملی و اختصاصی ضیاءپور | رنگ روغن | ۱۴۰×۱۱۰ |

## نگارخانه

«زینب خاتون» اثر جلیل ضیاءپور - ۱۳۴۱
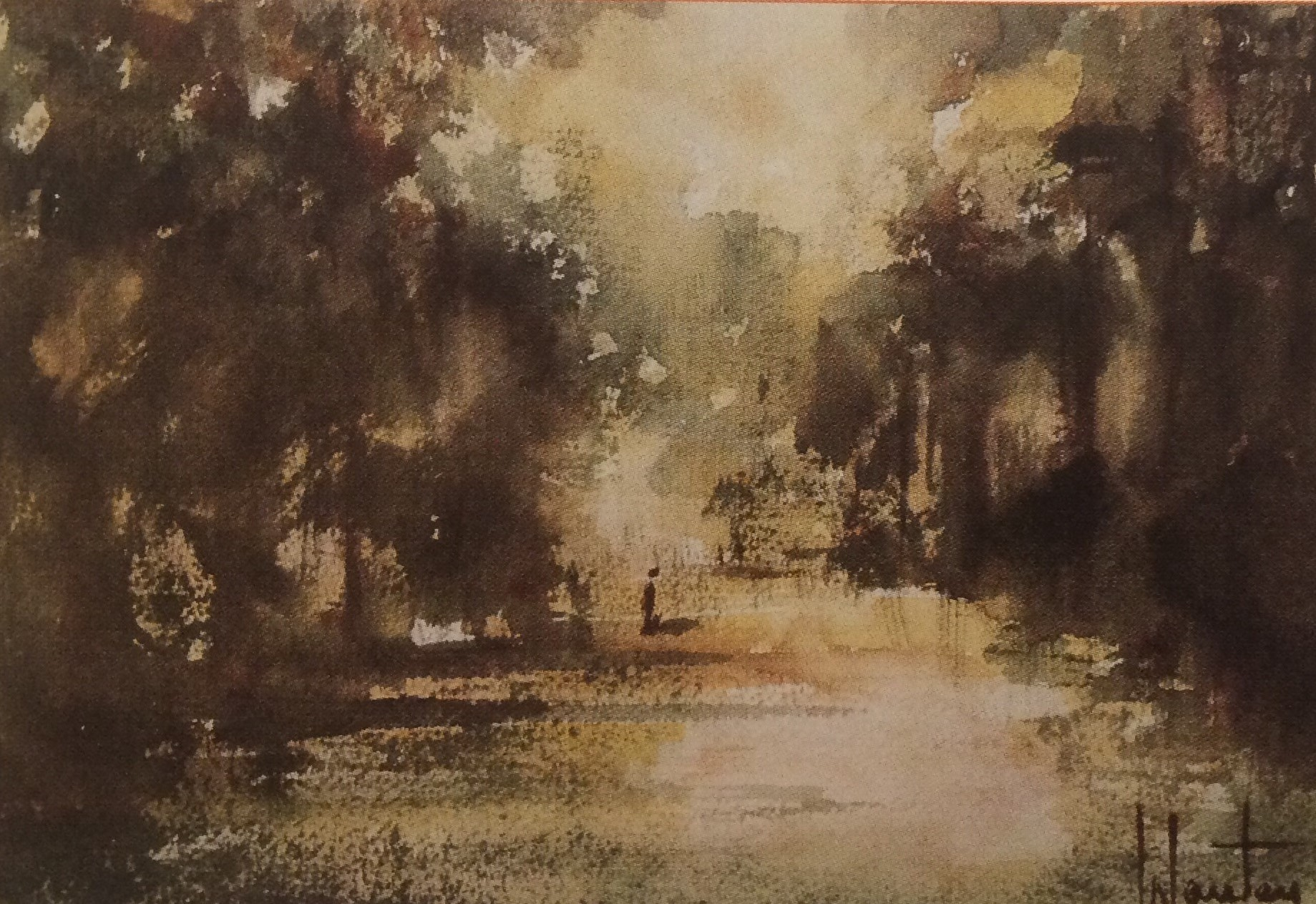
«دختر لر» اثر جلیل ضیاءپور - ۱۳۶۱
«دنیای من» یا «دنیای درون» اثر جلیل ضیاءپور - ۱۳۷۳
«پرواز در ناشناخته‌ها» اثر جلیل ضیاءپور - ۱۳۷۶
«زندگی من» اثر جلیل ضیاءپور - ۱۳۷۰
«چادرنشینان» اثر جلیل ضیاءپور - ۱۳۶۲
«کل امیر و گل بهار» اثر جلیل ضیاءپور - ۱۳۳۴
«زن کرد قوچان» اثر جلیل ضیاءپور - ۱۳۳۲
«آقام حینا می‌بنده» اثر جلیل ضیاءپور - ۱۳۴۲
«زن بلوچ» اثر جلیل ضیاءپور - ۱۳۵۷

## تألیفات
- ۱۳۲۸: نطریه‌ای دربارهٔ علل ضعف بیان شیوه‌های نقاشی و ارائهٔ چگونگی کار، تهران.
- ۱۳۳۲: هنر پیکر تراشی در ایران زمین، چاپخانه آرش، تهران.
- ۱۳۳۲: پوشاک باستانی ایرانیان تا پایان دورهٔ ساسانیان، انتشارات اداره کل موزه‌ها و فرهنگ عامهٔ وزارت فرهنگ و هنر، تهران.
- ۱۳۳۳: تاریخ هنر عمومی شرق، خاورمیانه و اروپا.
- ۱۳۳۳: تحقیقی دربارهٔ وضع عمومی، سکونت و آداب مردم قاسم‌آباد گیلان.
- ۱۳۳۵: تحقیقی دربارهٔ آریان‌ها و چگونگی مهاجرت آنان به فلات ایران.
- ۱۳۳۷: تحقیقی دربارهٔ پوشاک عبا، ارخالق، یل، به سفارش دائرةالمعارف و دانشنامه ایران و اسلام، انتشارات دانشگاه تهران.
- ۱۳۴۵: تحقیقی دربارهٔ اهمیت بافندگی پارچه ایرانیان عهد ساسانی و تأثیر آن همچنان از صدر اسلام در میان اسلامیان و دیگران.
- ۱۳۴۶: پوشاک ایل‌ها، چادرنشینان و روستاییان ایران، انتشارات وزارت فرهنگ و هنر، تهران.
- ۱۳۴۷: پوشاک مردم کهن فلات ایران (پیش از ورود آریاها) تا دوره مادی‌ها.
- ۱۳۴۷: پوشاک زنان ایران از کهنترین زمان، انتشارات وزارت فرهنگ و هنر، تهران.
- ۱۳۴۸: زیورهای زنان ایران از دیرباز تا کنون، انتشارات وزارت فرهنگ و هنر، تهران.
- ۱۳۴۹: پوشاک ایرانیان از چهارده قرن پیش (از صدر اسلام تا اواخر دوره قاجاریه)، انتشارات وزارت فرهنگ و هنر، تهران.
- ۱۳۵۰: پوشاک هخامنشی‌ها و مادی‌ها بر مبنای نقوش تخت جمشید، انتشارات وزارت فرهنگ و هنر، تهران.
- ۱۳۵۰: پوشاک اشو زرتشت و موبدان.
- ۱۳۵۲: تحقیقی دربارهٔ آریانهای کهن ساکن مرکز آسیا و اندیشه نخستین بشری آنها.
- ۱۳۵۲: تحقیقی در پوشاک و رزم ابزار مردم کهن آریایی از زمان کیومرث (آدم ابوالبشر ایرانی) تا جمشید جم.
- ۱۳۵۲: تحقیقی دربارهٔ البرز کوه و تیرگ البرز در شاهنامه.
- ۱۳۵۳: نقوش زینتی در ایران زمین از کهنترین زمان، انتشارات وزارت فرهنگ و هنر، تهران.
- ۱۳۵۳: آشنایی با رنگ آمیزی در آثار هنری از کهنترین زمان تا دوره صفویه، انتشارات وزارت فرهنگ و هنر، تهران.
- ۱۳۵۳: مادها و بنیانگذاری نخستین شاهنشاهی در غرب فلات ایران، انتشارات انجمن آثار ملی.
- ۱۳۵۳: تحقیقی دربارهٔ رستم پهلوان ایرانی - سکایی و رزم ابزار مردم مناطق سیستان (منطقه رستم).
- ۱۳۵۵: تحقیقی دربارهٔ حمل و نقل دریایی مرداب انزلی و وضع اقتصادی ساکنان حوزه مرداب، به سفارش شورای عالی فرهنگ و هنر.
- ۱۳۵۶: پنجاه سال هنر تجسمی ایران معاصر (از زمان کمال الملک تا کنون).
- ۱۳۷۷: تاریخ مختصر هنر ایران و جهان، انتشارات جهاد دانشگاهی هنر.
- فرهنگنامهٔ واژه‌های زبان گیلکی (۶۰٬۰۰۰ واژه)، آماده چاپ است.[۱۲]